# FNN おはよう!サンライズ
『FNN おはよう!サンライズ』（エフエヌエヌ おはようサンライズ）は、1993年4月1日から1994年3月31日までフジテレビ系列（FNN、テレビ大分と鹿児島テレビの2局を除く）で放送された朝の情報番組。

## 番組概要
前番組『FNN World Uplink』が視聴率低迷で終了したことにより始まった。出演者は境鶴丸と木幡美子以外は一新となった。しかし番組は『 - World Uplink』を下回る放送1年で終了、後番組は『めざましテレビ』。

## 放送時間
※すべて日本時間で記す。
| 期間      | 期間      | 平日                |
| --------- | --------- | ------------------- |
| 1993.4.1  | 1993.9.30 | 6:30 - 7:30（60分） |
| 1993.10.1 | 1994.3.31 | 6:30 - 7:00（30分） |

## 出演者
| 期間 | 期間      | 総合司会 | アシスタント | アシスタント | ニュース     | スポーツ | お天気     |
| 期間 | 期間      | 総合司会 | 月 - 水      | 木・金       | ニュース     | スポーツ | お天気     |
| --- | --------- | -------- | ------------ | ------------ | ------------ | -------- | ---------- |
| 1993.4.1 | 1993.9.30 | 上田昭夫 | 木幡美子1    | 近藤サト     | 横井克裕1・2 | 境鶴丸1  | 久保恵子   |
| 1993.10.1 | 1994.3.31 | 上田昭夫 | 木幡美子     | 木幡美子     | （不在）     | 境鶴丸1  | 奥寺健3・4 |
| - 久保以外は、いずれも当時のフジテレビアナウンサー（上田はニュースキャスター）。 - 1『FNN World Uplink』より続投。 - 2 1993年6月まで『FNNニュース・明日の天気』および『FNN NEWSCOM』と兼務（いずれも金曜日担当として）。 - 3『笑っていいとも!』のテレフォンアナウンサーと兼務。 - 4『めざましテレビ』も続投（スポーツコーナーとして）。 |           |          |              |              |              |          |            |

## ネット状況

### ネット局
| 放送局                                | 放送対象地域   | 放送当時の系列 | 備考                                                                |
| ------------------------------------- | -------------- | -------------- | ------------------------------------------------------------------- |
| フジテレビジョン(CX) （基幹・制作局） | 関東広域圏     | FNN            |                                                                     |
| 北海道文化放送(UHB)                   | 北海道         | FNN            |                                                                     |
| 岩手めんこいテレビ(mit)               | 岩手県         | FNN            |                                                                     |
| 仙台放送(OX)                          | 宮城県         | FNN            |                                                                     |
| 秋田テレビ(AKT)                       | 秋田県         | FNN            |                                                                     |
| 福島テレビ(FTV)                       | 福島県         | FNN            |                                                                     |
| 新潟総合テレビ(NST)                   | 新潟県         | FNN            | 現:NST新潟総合テレビ                                                |
| 長野放送(NBS)                         | 長野県         | FNN            |                                                                     |
| テレビ静岡(SUT)                       | 静岡県         | FNN            |                                                                     |
| 富山テレビ(T34)                       | 富山県         | FNN            | 現略称:BBT                                                          |
| 石川テレビ(ITC)                       | 石川県         | FNN            |                                                                     |
| 福井テレビ(FTB)                       | 福井県         | FNN            |                                                                     |
| 東海テレビ(THK)                       | 中京広域圏     | FNN            | 『FNN東海テレビおはよう!サンライズ』に改題。 放送時間については後述 |
| 関西テレビ(KTV)                       | 近畿広域圏     | FNN            |                                                                     |
| 山陰中央テレビ(TSK)                   | 島根県・鳥取県 | FNN            |                                                                     |
| 岡山放送(OHK)                         | 岡山県・香川県 | FNN            |                                                                     |
| テレビ新広島(TSS)                     | 広島県         | FNN            |                                                                     |
| 愛媛放送(EBC)                         | 愛媛県         | FNN            | 現・テレビ愛媛                                                      |
| テレビ西日本(TNC)                     | 福岡県         | FNN            |                                                                     |
| サガテレビ(STS)                       | 佐賀県         | FNN            |                                                                     |
| テレビ長崎(KTN)                       | 長崎県         | FNN            |                                                                     |
| テレビ熊本(TKU)                       | 熊本県         | FNN            |                                                                     |
| テレビ宮崎(UMK)                       | 宮崎県         | FNN/NNN/ANN    |                                                                     |
| 沖縄テレビ(OTV)                       | 沖縄県         | FNN            |                                                                     |

### 備考
- それまでフジテレビ系列局であったため、前番組『World Uplink』までの番組をネットしていた山形テレビは、当番組開始当日の1993年4月1日にテレビ朝日系列（ANN）へとネットチェンジしたため、1997年4月1日に現在のフジテレビ系列局となるさくらんぼテレビが開局するまでの4年間、山形県におけるフジテレビ系朝の情報番組のネットが途絶えることとなった。なお、当番組開始当日の1993年4月1日は木曜日だったが、山形テレビのネットチェンジに合わせる形で開始された。
- 東海テレビは、1時間番組時代は6:25 - 7:25に放送し、冒頭と終盤にローカルニュースとローカル情報の時間を組んでいた。30分番組時代は、開始は6:30になったが、6:55で飛び降り、後座番組として独自の20分番組『朝いちばん!』を編成した。
- 関西テレビは、前番組の『FNN World Uplink おおさか』までは近畿地方のローカル情報を挿入していたが、本番組からはほぼローカル情報は挿入されなくなり（全国向けの中継は行われた）、後座番組の30分枠で放送された『OSAKA発!730』（後に『さわやか朝一番』を経てアニメ再放送枠に変更）でローカル情報を扱った。なお、『めざましテレビ』になってからは、キー局で想定されたローカル枠（ニュース・天気）以外の差し替えは原則として行っていない。詳しくは『ザ・モーニング630』の項を参照のこと。
- テレビ大分[2]と鹿児島テレビの2局は、日本テレビ系列主体のクロスネット局[3]で、当該時間帯は日本テレビ系列の番組を放送しており、当番組は放送されていなかった。
  - 鹿児島テレビは、当番組終了翌日の1994年4月1日に、日本テレビ系フルネット局の鹿児島読売テレビが開局し、NNN/NNSを脱退した関係で、フジテレビ系フルネット局へと移行したため、同日に放送開始された『めざましテレビ』開始と同時に、フジテレビ系の朝の情報番組へとネットを切り替えた。